# Cochlonema euryblastum
Cochlonema euryblastum är en svampart som beskrevs av Drechsler 1942. Cochlonema euryblastum ingår i släktet Cochlonema och familjen Cochlonemataceae.   Inga underarter finns listade i Catalogue of Life.